# Anna Longhi
Anna Longhi (Roma, 31 dicembre 1934 – Roma, 13 maggio 2011) è stata un'attrice e opinionista italiana.

## Biografia
Attrice caratterista, nasce a Roma, nel rione romano di Trastevere, dove vive fino all'età di dieci anni, per poi trasferirsi con la famiglia nel rione Monti. Si sposa con Marcello Sammarini (1934-2011), e dal matrimonio nascono Sabrina, Orietta e Maurizio (la cui morte a 33 anni, a causa della droga, la segnerà per sempre). Già sarta e camerinista, debutta al cinema nella seconda metà degli anni settanta, grazie all'incontro con Alberto Sordi, che — una volta diventato suo amico — la chiama per interpretare sua moglie nell'episodio Le vacanze intelligenti di Dove vai in vacanza? (1978) e nel dittico Il tassinaro (1983) e Un tassinaro a New York (1987), tutti per la sua regia. Inoltre è presente in due produzioni cinematografiche internazionali: Un incantevole aprile (1991) di Mike Newell e Il talento di Mr. Ripley (1999) di Anthony Minghella.
Negli ultimi anni di vita appare spesso nelle trasmissioni Mediaset: Mattino Cinque, Pomeriggio Cinque, Markette e Forum. Nell'autunno 2009 partecipa a Ci vediamo domenica, condotta da Alda D'Eusanio. Nel 2010, assieme alla figlia Sabrina e alla nipote Ambra, apre ad Ostia Lido (quartiere di Roma) il ristorante "La buzzicona". Il 10 aprile 2011, venne colpita da una grave polmonite e successivamente da un infarto. Dopo diversi giorni in cui lottava tra la vita e la morte, si è spenta a Roma per le complicazioni della polmonite il 13 maggio 2011, all'età di 76 anni. L'annuncio della sua scomparsa fu dato da Barbara D'Urso, la quale dedicava uno spazio della trasmissione Pomeriggio Cinque proprio alla Longhi per le sue ricette. Al termine del funerale nella chiesa di Dio Padre misericordioso nel quartiere Tor Tre Teste, che ha visto una presenza numerosa di persone compreso il sindaco capitolino, è stata sepolta nel cimitero del Verano di Roma.

## Filmografia

### Cinema
- Le vacanze intelligenti, episodio di Dove vai in vacanza?, regia di Alberto Sordi (1978)
- Il malato immaginario, regia di Tonino Cervi (1979)
- Il tassinaro, regia di Alberto Sordi (1983)
- Un tassinaro a New York, regia di Alberto Sordi (1987)
- Un incantevole aprile (Enchanted April), regia di Mike Newell (1991)
- Il talento di Mr. Ripley (The Talented Mr. Ripley), regia di Anthony Minghella (1999)
- E adesso sesso, regia di Carlo Vanzina (2001)
- Una milanese a Roma, regia di Diego Febbraro (2001)
- Il cuore altrove, regia di Pupi Avati (2003)
- Prendimi e portami via, regia di Tonino Zangardi (2003)
- Dentro la città, regia di Andrea Costantini (2004)
- Peperoni ripieni e pesci in faccia, regia di Lina Wertmüller (2004)
- Il ritorno del Monnezza, regia di Carlo Vanzina (2005)
- The Clan, regia di Christian De Sica (2005)
- Nemici per la pelle, regia di Rossella Drudi (2006)
- Il punto rosso, regia di Marco Carlucci (2006)
- La cena per farli conoscere, regia di Pupi Avati (2007)
- SMS - Sotto mentite spoglie, regia di Vincenzo Salemme (2007)
- Matrimonio alle Bahamas, regia di Claudio Risi (2007)
- Chi nasce tondo..., regia di Alessandro Valori (2008)
- Alice, regia di Oreste Crisostomi (2010)
- A Natale mi sposo, regia di Paolo Costella (2010)

### Televisione
- Anni '50 – miniserie TV, 4 episodi (1998)
- La mia casa in Umbria (My House in Umbria) – film TV (2003)
- Un medico in famiglia – serie TV (2003-2007)
- Fuori gioco – cortometraggio TV (2008)
- Una madre – film TV (2008)
- Distretto di Polizia – serie TV (2007-2009)

## Pubblicità
- Sanbitter
- TIM

## Riconoscimenti
- Cavallino d'oro
  - 2001 – Premio alla carriera
- Colosseo d'oro
  - 2002 – Premio alla carriera

### Altri premi
- Targa di Alfredino Rampi: consegnata da Pippo Baudo come "Mamma dell'anno"